# 田口潤人
田口 潤人（たぐち じゅんと、1996年9月28日 - ）は、愛知県名古屋市出身のプロサッカー選手。Jリーグ・レノファ山口FC所属。ポジションはGK。

## 来歴
2015年よりユースから横浜F・マリノスに入団。2017年より藤枝MYFCへ期限付き移籍し、リーグ戦に21試合出場したがシーズン終了後に藤枝から期限付き移籍期間満了 と横浜から契約満了が発表された。同年12月に行われたJリーグ合同トライアウトに出場した
2018年よりアルビレックス新潟へ完全移籍。
2018シーズンは大谷幸輝とアレックス・ムラーリャの白熱するポジション争いに割って入ることが出来ず、第3GKに留まった。
2019シーズンはムラーリャの退団もあって、第2GKに昇格。しかし大谷が1年通して怪我が無かったため自身の出場は無かった。
2019年末に契約満了に伴い新潟を退団。
2020年よりFC琉球へ完全移籍で加入。
この年はダニー・カルバハルとポジションを争いながら14試合に出場した。
2021シーズンの開幕戦はカルバハルを抑え、開幕スタメンを勝ち取った。その後は自身の怪我などで出場できない時期もあったが、復帰後は直ぐに正GKに復帰し、シーズン通して移籍後最多の30試合に出場した。
2022シーズンも第1GKとしてシーズンインしたが、監督がナチョ・フェルナンデスに交代後はカルバハルにスタメンを譲る試合が多くなっている。
2023年12月26日にレノファ山口FCへ完全移籍加入。リーグ戦では2024シーズンは関憲太郎、2025シーズンはニック・マルスマンの控えという立場だが、カップ戦では主力として活動。2025年4月9日のルヴァンカップ2回戦・鹿島アントラーズ戦ではPK戦でシュートストップを見せるなど、ジャイアントキリングの立役者となった。

## 人物
- 2019年3月22日、一般女性と結婚した[14]。
- 2022年9月、田口・杉本大地・毛利駿也・武沢一翔の共同で、『NPO法人ツナグーFootballer』を設立。

## 所属クラブ
- 横浜ジュニオールSC（横浜市立秋葉小学校）
- 横浜F・マリノスジュニアユース（横浜市立秋葉中学校）
- 2012年 - 2014年 横浜F・マリノスユース（横浜市立南高校）
  - 2014年 横浜F・マリノス（2種登録選手）
- 2015年 - 2017年 横浜F・マリノス
  - 2017年  藤枝MYFC (期限付き移籍)
- 2018年 - 2019年 アルビレックス新潟
- 2020年 - 2023年 FC琉球
- 2024年 - レノファ山口FC

## 個人成績
| 国内大会個人成績 | 国内大会個人成績 | 国内大会個人成績 | 国内大会個人成績 | 国内大会個人成績 | 国内大会個人成績 | 国内大会個人成績 | 国内大会個人成績 | 国内大会個人成績 | 国内大会個人成績 | 国内大会個人成績 | 国内大会個人成績 |
| 年度             | クラブ           | 背番号           | リーグ           | リーグ戦         | リーグ戦         | リーグ杯         | リーグ杯         | オープン杯       | オープン杯       | 期間通算         | 期間通算         |
| 年度             | クラブ           | 背番号           | リーグ           | 出場             | 得点             | 出場             | 得点             | 出場             | 得点             | 出場             | 得点             |
| 日本             | 日本             | 日本             | 日本             | リーグ戦         | リーグ戦         | リーグ杯         | リーグ杯         | 天皇杯           | 天皇杯           | 期間通算         | 期間通算         |
| ---------------- | ---------------- | ---------------- | ---------------- | ---------------- | ---------------- | ---------------- | ---------------- | ---------------- | ---------------- | ---------------- | ---------------- |
| 2015             | 横浜FM           | 30               | J1               | 0                | 0                | 0                | 0                | 0                | 0                | 0                | 0                |
| 2016             | 横浜FM           | 30               | J1               | 0                | 0                | 0                | 0                | 0                | 0                | 0                | 0                |
| 2017             | 藤枝             | 26               | J3               | 21               | 0                | -                | -                | -                | -                | 21               | 0                |
| 2018             | 新潟             | 30               | J2               | 0                | 0                | 1                | 0                | 0                | 0                | 1                | 0                |
| 2019             | 新潟             | 30               | J2               | 0                | 0                | -                | -                | 1                | 0                | 1                | 0                |
| 2020             | 琉球             | 26               | J2               | 14               | 0                | -                | -                | 0                | 0                | 14               | 0                |
| 2021             | 琉球             | 26               | J2               | 30               | 0                | -                | -                | 0                | 0                | 30               | 0                |
| 2022             | 琉球             | 26               | J2               | 23               | 0                | -                | -                | 0                | 0                | 23               | 0                |
| 2023             | 琉球             | 26               | J3               | 20               | 0                | -                | -                | 1                | 0                | 21               | 0                |
| 2024             | 山口             | 26               | J2               | 4                | 0                | 0                | 0                | 3                | 0                | 7                | 0                |
| 2025             | 山口             | 26               | J2               |                  |                  |                  |                  |                  |                  |                  |                  |
| 通算             | 日本             | 日本             | J1               | 0                | 0                | 0                | 0                | 0                | 0                | 0                | 0                |
| 通算             | 日本             | 日本             | J2               | 71               | 0                | 1                | 0                | 4                | 0                | 76               | 0                |
| 通算             | 日本             | 日本             | J3               | 41               | 0                | -                | -                | 1                | 0                | 42               | 0                |
| 総通算           | 総通算           | 総通算           | 総通算           | 112              | 0                | 1                | 0                | 5                | 0                | 118              | 0                |

- Jリーグ初出場：2017年3月18日 J3第2節 対FC東京U－23（藤枝総合運動公園サッカー場）

## タイトル
横浜F・マリノスユース
- 日本クラブユース選手権（2013年）

## 代表歴
- U-15日本代表（2011年）
- U-16日本代表
  - モンタギュー国際大会（2011年）
  - 豊田国際ユースサッカー大会（2011年）
  - AFC U-16選手権（2012年）
- U-18日本代表
  - SBSカップ 国際ユースサッカー（2013年）
  - AFC U-19選手権予選（2013年）
- U-19日本代表
  - Nutifood Cup（2014年）